# Eternidad (película)
Eternity (Eternidad en Hispanoamérica) es una película estadounidense producida en 1990. La película fue protagonizada por Jon Voight, Armand Assante y Eileen Davidson. El filme trata de un reportero que tiene interés en la vida después de la muerte y que quiere salvar su televisora.

## Argumento
James Harris, un productor de televisión, tiene un extraño sueño, en el cual él es un príncipe llamado Edward, en una lejana era y está a punto de casarse con una bella gitana y quiere mantener la paz y la tranquilidad en su reino, sin embargo su familia se opone rotundamente a sus planes en especial su hermano, Romi, un hombre aguerrido y violento. En sueño cuando está a punto de casarse su novia es secuestrada y muere en el intento del rescate.
Al despertar se da cuenta de que aunque solo es un sueño muchas personas coinciden con su vida real, su hermano resulta ser un ejecutivo corrupto que quiere apoderarse de su compañía de televisión, su padre es su asistente y consejero, su madre una vecina y su amada es una actriz que trabaja en uno de los comerciales de su compañía.
Pero poco a poco va comprendiendo que se podría tratar de una vida pasada y que ahora se repite la historia, y cuando se da cuenta de que Sean, que era su hermano en la vida pasada, está cometiendo acciones ilícitas debe actuar rápido para que no se repita la suerte de los personajes en la anterior vida.

## Elenco
- Jon Voight es príncipe Edward/James Harris;
- Armand Assante es Romi/Sean;
- Wilford Brimley es Rey/Eric;
- Eileen Davidson es Dahlia/Valerie;
- Lainie Kazan es madre/Berneice;
- Kaye Ballard es Sabrina/Selma;
- Frankie Baller es pagador de impuestos/Guido;
- Steven Keats es colector de impuestos/Harold.